# Tommy Gunn (acteur pornographique)
Pour les articles homonymes, voir Tommy Gunn.
Thomas Joseph Strada dit Tommy Gunn  né le 13 mai 1967 à Cherry Hill dans le New Jersey aux États-Unis est un acteur de films pornographiques américain.

## Récompenses
- 2005 : AVN Award Best Male Newcomer
- 2006 : AVN Award Best Supporting Actor pour Pirates
- 2007 : AVN Award Male Performer of the Year
- 2011 : XBIZ Award Performeur de l'année (Male Performer of the Year)[1]
- 2015 : XBIZ Award Meilleure scène en couple (Best Scene - Couples-Themed Release) pour Untamed Heart (avec Anikka Albrite)[2]
- 2018 : XBIZ Award Meilleure scène de sexe dans une vignette (Best Sex Scene - Vignette Release) pour Sacrosanct (TrenchcoatX.com/Jules Jordan Video)[3]